# 森田鉄也
森田 鉄也（もりた てつや、4月10日 - ）は、日本の予備校講師、YouTuber。担当教科は英語。武田塾English Director、武田塾英語課課長、武田塾国立校・豊洲校・高田馬場校・鷺沼校オーナー。YouTube動画コンサル、塾経営コンサル。株式会社メタフォー代表取締役。
これまでTOEIC Listening & Reading Test990点満点を100回以上達成している他、TOEIC Speaking & Writing Test400点満点、実用英語技能検定1級、国連英検特A級、ケンブリッジ英語検定CPE、ケンブリッジ英語教授法資格CELTA、通訳案内士（英語）、TEAP満点、GTEC CBT満点、英語発音指導士、英語発音検定満点、英単語検定1級、国際英検レベル1、TOEFL iBT 115点, ITP 660点、IELTS 8.0、日本語教育能力検定試験など、数々の資格を取得している。
著書は『イチから鍛える英語リスニング　入門編』（学研プラス）、『TOEIC(R) L&Rテスト 頻出英単語』（すばる舎）、『TOEIC L&R TEST パート1・2特急 難化対策ドリル』（朝日新聞出版）など多数。YouTubeチャンネル　Morite2 English Channelを運営しているほか、ユーテラ授業チャンネル【YouTubeの寺子屋】にて授業動画を無料で公開している。

## 経歴

### 人物
神奈川県横浜市栄区出身。愛称は「もりてつ」。
千葉県の公立高校を卒業後、代々木ゼミナール津田沼校で1年間の浪人を経て、慶應義塾大学文学部に入学。2年次より英米文学専攻に進学。唐須教光研究会に所属。在学中は留学費用を貯めるため、中学国語や中学社会の講師として週6日、塾講師を務める。大学4年次にはサンディエゴに9ヶ月間私費留学し、英語教授資格であるTEFL(Teaching English as a Foreign Language)を取得。慶應義塾大学文学部英米文学専攻を卒業後、東京大学大学院人文社会系研究科基礎文化研究専攻言語基礎応用言語学修士課程に進学。専攻は認知言語学。2009年、大学院在学中にTOEIC専門予備校のエッセンスイングリッシュスクールにて予備校講師デビュー。同大学院修士課程修了後、サンフランシスコ、バンクーバー、ソウルにそれぞれ1年滞在。
かつて四谷学院や2019年度まで東進ハイスクール、2021年まで河合塾の講師を務めたが、いずれも退職した。
2020年10月には自らが設立に携わった「ただよび」を辞任。現在は、武田塾教務部英語課課長を務める。2023年7月に自らが設立に携わった「ただよび」の前運営会社が破産。同年11月にエデュ・プランニング合同会社が「ただよび」を事業買収して、ただよび英語科として復帰。

## 著書
- 『1駅1題 新TOEIC TEST単語特急』（2009年10月7日、朝日新聞出版、ISBN 978-4023304611）
- 『新TOEIC TEST 総合対策特急 正解ルール55』（2010年4月7日、朝日新聞出版、ISBN 978-4023304949）- カール・ロズボルドと共著
- 『新TOEIC TEST 単語特急2 語彙力倍増編』（2010年9月17日、朝日新聞出版、ISBN 978-4023308428）
- 『新TOEIC TEST正解特急 ルール55』（2011年5月6日、朝日新聞出版、ISBN 978-4023309371）- カール・ロズボルドと共著
- 『10分×10回×10日間　TOEIC TEST ミニ模試トリプル10』（2011年5月21日、スリーエーネットワーク、ISBN 978-4883195589）- ダニエル・ワーリナと共著
- 『新TOEIC TEST 熟語特急 全パート攻略』（2011年9月7日、朝日新聞出版、ISBN 978-4023309760）- ロス・タロックと共著
- 『新TOEIC TEST パート1・2 特急難化対策ドリル』（2012年5月18日、朝日新聞出版、ISBN 978-4023310827）
- 『TOEICテストにでる単600語(600点レベル)』（2012年5月24日、KADOKAWA/中経出版、ISBN 978-4046026606）
- 『新TOEIC TEST 単語特急3 頻出語言い換え集』（2012年10月19日、朝日新聞出版、ISBN 978-4023311190）- ダニエル・ワーリナと共著
- 『大学生のためのTOEICテスト入門』（2012年12月23日、コスモピア、ISBN 978-4864540254）- 安河内哲也らと共著
- 『10分×10回×10日間 TOEIC®TEST リーディング Part 7 トリプル10』（2012年12月28日、スリーエーネットワーク、ISBN 978-4883196302）- ジョニー・コロジエチャクと共著
- 『TOEIC TEST英文法―TARGET 600』（2013年3月1日、Jリサーチ出版、ISBN 978-4863921320）
- 『TOEIC TEST英文法―TARGET 900』（2013年4月1日、Jリサーチ出版、ISBN 978-4863921344）
- 『新TOEIC TEST パート1・2特急II 出る問 難問200』（2013年4月19日、朝日新聞出版、ISBN 978-4023311930）
- 『頂上制覇 TOEIC(R)テスト リスニングPart3&4 究極の技術(テクニック) [BOOK 2]』（2013年6月26日、研究社、ISBN 978-4327291020）- ロバート・ヒルキらと共著
- 『新TOEIC TEST正解特急2 実戦模試編』（2013年10月8日、朝日新聞出版、ISBN 978-4023312371）- カール・ロズボルドと共著
- 『メガドリル TOEIC® TEST リーディング Part 5&6』（2014年1月15日、スリーエーネットワーク、ISBN 978-4883196791）
- 『メガドリル TOEIC® TEST リーディング Part 7』（2014年1月15日、スリーエーネットワーク、ISBN 978-4883196807）
- 『新TOEIC TEST ドリーム特急 全パート実戦対策』（2014年4月8日、朝日新聞出版、ISBN 978-4023312906）- 花田徹也らと共著
- 『メガドリル TOEIC® TEST リスニング』（2014年10月31日、スリーエーネットワーク、ISBN 978-4883196968）- 藤井久高と共著
- 『TOEIC(R)TEST長文読解TARGET600』（2014年11月25日、Jリサーチ出版、ISBN 978-4863921993）
- 『TOEIC(R)TEST長文読解TARGET900』（2014年12月26日、Jリサーチ出版、ISBN 978-4863922006）
- 『TOEIC(R)TESTリスニングTARGET600』（2015年9月28日、Jリサーチ出版、ISBN 978-4863922365）
- 『TOEIC(R)TESTリスニングTARGET900』（2015年11月26日、Jリサーチ出版、ISBN 978-4863922372）
- 『TOEIC TEST 模試特急 新形式対策』（2016年4月20日、朝日新聞出版、ISBN 978-4023315181）- カール・ロズボルドと共著
- 『TOEIC(R)TEST必ず☆でる文法スピードマスター』（2016年5月17日、Jリサーチ出版、ISBN 978-4863922761）- カール・ロズボルドと共著
- 『TEAP英単語スピードマスター』（2016年6月24日、Jリサーチ出版、ISBN 978-4863922983）- トニー・クックと共著
- 『TOEIC TEST 単語特急 新形式対策』（2016年9月7日、朝日新聞出版、ISBN 978-4023315365）
- 『TOEIC L&R TEST パート1・2特急 難化対策ドリル』（2017年4月14日、朝日新聞出版、ISBN 978-4023316010）
- 『TOEIC(R)TEST長文読解TARGET600 NEW EDITION』（2017年4月24日、Jリサーチ出版、ISBN 978-4863923416）
- 『TOEIC(R)TEST長文読解TARGET900 NEW EDITION』（2017年4月24日、Jリサーチ出版、ISBN 978-4863923423）
- 『ミニ模試トリプル10 TOEIC® L&R テスト』（2017年6月23日、スリーエーネットワーク、ISBN 978-4883197538）- ダニエル・ワーリナと共著
- 『TOEIC(R)TEST短期集中リスニングTARGET600 NEW EDITION』（2017年8月24日、Jリサーチ出版、ISBN 978-4863923546）
- 『TOEIC(R)TEST短期集中リスニングTARGET900 NEW EDITION』（2017年8月24日、Jリサーチ出版、ISBN 978-4863923553）
- 『イチから鍛える英語リスニング　入門編』（2017年12月12日、学研プラス、ISBN 978-4053044723）- 武藤一也と共著
- 『TOEICR L&R TEST パート1・2特急II 出る問 難問240』（2018年7月20日、朝日新聞出版、ISBN 978-4023317154）
- 『TOEIC(R) L&Rテスト 頻出英単語』（2019年4月19日、すばる舎、ISBN 978-4799108086）
- 『イチから鍛える英文法　　入門編』（2019年8月8日、学研プラス、ISBN 978-4053044709）- 武藤一也・奥野信太郎と共著
- 『極めろ! TOEFL iBT® テスト リーディング・リスニング解答力』（2019年8月14日、スリーエーネットワーク、ISBN 978-4883197965）- 日永田伸一郎・山内勇樹と共著
- 『イチから鍛える英文法　必修編』（2019年11月28日、学研プラス、ISBN 978-4053044716）- 武藤一也・奥野信太郎と共著
- 『英語がニガテで高校時代に「E判定」だったボクが超有名大学へ進学しカリスマ英語講師になってTOEIC(R) L&Rテストで満点を89回もとった 超効率! 英語勉強法』（2020年4月13日、すばる舎、ISBN 978-4799107720）
- 『直前1カ月で受かる 英検準2級のワークブック』（2020年9月26日、KADOKAWA、ISBN 978-4046041012）- 武藤一也と共著
- 『直前1カ月で受かる 英検準1級のワークブック』（2020年9月26日、KADOKAWA、ISBN 978-4046040640）- 武藤一也と共著
- 『直前1カ月で受かる 英検2級のワークブック』（2020年10月30日、KADOKAWA、ISBN 978-4046040657）- 武藤一也と共著